# 秦漁
秦漁（生卒年不詳），原名德滋，字以巽，無錫人，順治、康熙年間人士，年輕時曾與马世奇有所往來，會寫詩以及書法、篆刻。他的書法主要模仿顏真卿和褚遂良的字跡。周亮工的《赖古堂全集》中收錄有秦漁的篆刻作品，另外周亮工的《印人傳》記載了秦漁的生平事跡。